# Poliini

Il diacetilene, il più semplice dei poliini, riscontrato nell'atmosfera di Titano, il più grande dei satelliti di Saturno.

In chimica, un poliino è un composto organico in cui si alternano legami singoli e tripli; si figura cioè come una serie di alchini consecutivi, (−C≡C−)n con n maggiore di 1.
Questi composti, il cui esempio più semplice è costituito dal diacetilene o buta-1,3-diino, H−C≡C−C≡C−H, sono anche chiamati oligoini o carbinoidi, dove quest'ultimo appellativo è dovuto al carbino, (−C≡C−)∞, l'ipotetico allotropo del carbonio che sarebbe l'ultimo membro della serie, la cui sintesi è stata dichiarata più volte a partire dagli anni Sessanta, sebbene tali affermazioni siano state più volte oggetto di discussione. Infatti, le sostanze identificate come catene corte di carbino in molti dei primi tentativi di sintesi organica, oggi sarebbero chiamate poliini.
Sebbene i poliini siano diversi dai poliacetileni, polimeri ottenuti dalla polimerizzazione degli acetileni, per il fatto che la struttura di questi ultimi è caratterizzata dall'alternanza di legami singoli e doppi, (−CR=CR'−)n, in biochimica e in biologia botanica, la parola "poliacetilene" è spesso utilizzata per descrivere poliini che si ritrovano in natura.
Assieme ai cumuleni, i poliini si differenziano dalle altre catene organiche per via della loro rigidità, il che li rende ottimi candidati a futuri utilizzi in applicazioni di nanotecnologia molecolare.
Alcuni poliini sono stati scoperti nelle nubi molecolari laddove l'idrogeno scarseggia.

## Sintesi
La prima sintesi di poliini documentata fu ottenuta nel 1869 da Carl Glaser, il quale osservò come il fenilacetiluro di rame, CuC2C6H5, subisca una dimerizzazione ossidativa in presenza di aria producendo difenilbutadiino, C6H5C4C6H5.
L'interesse in questi composti ha stimolato la continua ricerca di nuovi metodi di preparazione per sintesi organica seguendo diversi percorsi. Molte di queste procedure coinvolgono la reazione di accoppiamento di Cadiot-Chodkiewicz o altre reazioni simili atte ad unire due blocchi di alchini separati o l'alchilazione di unità poliiniche pre-formate.

### Polimeri semplici
Durante gli anni Cinquanta sono stati sintetizzati, utilizzando varie tecniche, poliini H(−C≡C−)nH con n fino a 5. Attorno al 1971, T. R. Johnson e D. R. M. Walton svilupparono l'utilizzo di gruppi terminali del tipo −SiR3, dove R è solitamente un gruppo etile, per proteggere la catena poliinica durante la reazione di raddoppiamento della catena ottenuta utilizzando un catalizzatore di Hay (un complesso di rame(I)-TMEDA). Grazie a questa tecnica, i due furono in grado di ottenere poliini come l'Et3Si-(C≡C)m-SiEt3 con m fino a 8 per la sostanza allo stato puro e con m fino a 16 per la sostanza in soluzione.
La presenza di alchini con formula H(−C≡C−)n con n compreso tra 2 e 6 può essere riscontrata nei prodotti di decomposizione di acetiluro rameoso parzialmente ossidato (Cu+)2C22- con acido cloridrico, ed anche in un residuo "carbonioso" lasciato dalla decomposizione può essere osservata la linea spettrale delle catene (−C≡C−)n.

### Organometallici
Sono stati ben caratterizzati poliini organometallici aventi come gruppi terminali dei complessi metallici. Sin dagli inizi degli anni Duemila, la ricerca più intensiva da questo punto di vista è quella riguardante complessi di renio (ReCnRe, con n compreso tra 6 e 20), rutenio (RuRuCnRuRu, con n compreso tra 8 e 20), ferro (FeC12CFe), platino (PtCnPt, con n compreso tra 16 e 28), palladio (ArCnPd, con n compreso tra 6 e 10) e cobalto (Co3CnCo3, con n compreso tra 14 e 26).

Esempi di poliini organometallici conosciuti.

## Stabilità
Si ritiene che catene poliiniche lunghe siano intrinsecamente instabili quando ammassate poiché possono incrociarsi l'un l'altra portando a una reazione esotermica, ossia esplosiva, tanto che si può dire che le esplosioni sono un rischio reale in quest'area di ricerca. Le catene possono comunque essere discretamente stabili, anche a dispetto dell'umidità e della presenza di ossigeno, se possiedono gruppi terminali inerti come un terz-butile o un trifluorometile piuttosto che semplici atomi di idrogeno, specialmente se essi sono sufficientemente voluminosi da mantenere le catene separate. Nel 1995, è stata riportata la creazione di una catena carbinica con 300 atomi di carbonio utilizzando proprio questa tecnica, sebbene sia stato contestato agli autori che le molecole ottenute avevano una struttura fullerenica piuttosto che lineare e quindi poliinica.
Nel 2004 è stato isolato e caratterizzato un composto poliinico con 10 unità acetileniche (20 atomi), con agli estremi dei polieteri aromatici di tipo Fréchet a struttura dendritica. Al 2010, il poliino con la catena più lunga mai isolata è un composto da 22 unità acetileniche (44 atomi) avente come gruppo terminali dei gruppi tris(3,5-di-t-butilfenil)metile.
Sono stati nel tempo proposti diversi metodi per stabilizzare catene poliiniche sempre più lunghe, ad esempio, catene poliiniche sono state stabilizzate con una co-decomposizione con nanoparticelle d'argento ottenuta per riscaldamento e con una complessazione con un acido di Lewis tridentato contenente mercurio, e una certa stabilità è stata mostrata anche da catene poliiniche lunghe incapsulate all'interno di nanotubi di carbonio dalla doppia parete.

## Struttura
Poliini sintetici aventi forma R−(−C≡C−)n−R, con n maggiore o uguale a 8, hanno spesso, quando si trovano allo stato solido, una struttura lievemente curvata o elicoidale, presumibilmente a causa degli effetti di impacchettamento cristallino. Per esempio, analisi di cristallografia a raggi X hanno mostrato che quando il gruppo terminale R è il gruppo triisopropilsilile e n è 8, la sostanza (un solido cristallino di colore giallo/arancione) mostra una catena principale piegata di circa 25-30 gradi a formare a un ampio arco, così che ogni angolo C−C≡C è inclinato di circa 3,1 gradi rispetto ad una linea retta. Una tale struttura offre un impacchettamento più efficiente, con il voluminoso gruppo terminale di una molecola adiacente che si va ad inserire nello spazio concavo formato dalla catena principale della struttura. Come risultato si ha che la distanza tra le catene principali di due molecole vicine è ridotta a circa 0,35-0,5 nm, vicino al valore per cui ci si aspetta un incrocio spontaneo. Il composto è del tutto stabile a bassa temperatura ma si decompone prima della fusione. Al contrario, molecole omologhe con n=4 o n=5 mostrano catene principali quasi diritte che arrivano a distare almeno 0,5-0,7 nm e fondono senza decomporsi.

## Presenza in natura

### Origine biologica
In natura è presente ampio numero di organismi che sintetizzano poliini e tali composti sono utilizzati in diverse attività biologiche, fungendo da pigmenti o da aromi, da repellenti chimici e da tossine, il che li rente potenziali candidati ad applicazioni in ambito biomedico e farmaceutico.

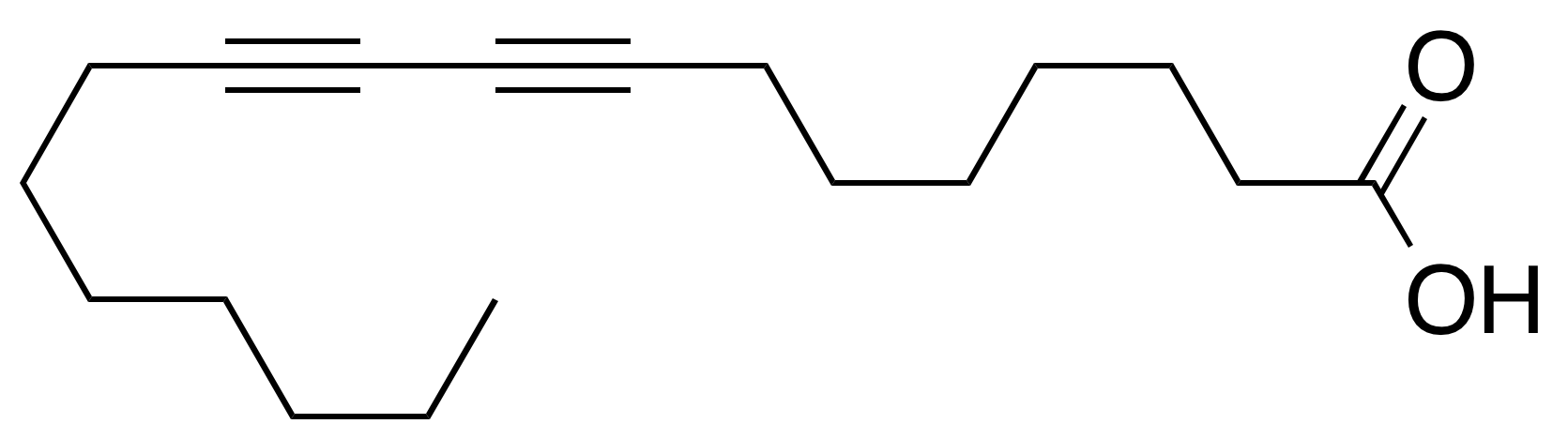
Acido 8,10-ottadecadiinoico.

L'acido 8,10-ottadecadiinoico, un acido grasso, è stato isolato dalla corteccia della radice del Paramacrolobium caeruleum, un legume della famiglia delle Loranthaceae, ed è stato studiato il suo utilizzo come unità fotopolimerizzabile nei fosfolipidi sintetici.

Tiarubrina B.

La tiarubrina B è il più rilevante tra i diversi pigmenti fotosensibili che sono stati isolati dalla ambrosia trifida, una pianta utilizzata nella medicina erboristica. Le tiarubrine hanno dimostrato di possedere una certa attività antibiotica, antivirale e nematocida, e un'attività anti HIV-1 che è mediata dall'esposizione alla luce.

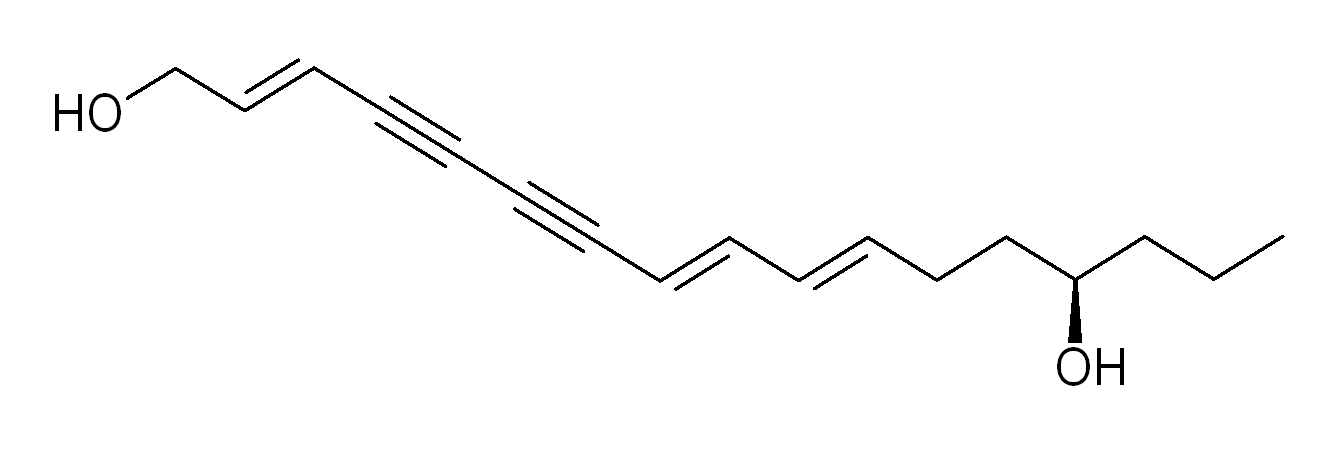
Enantotossina.

Cicutossina.

Falcarindiolo.

Altri poliini di origine vegetale includono l'enantotossina, cicutossina e il falcarindiolo, quest'ultimo presente ad esempio nelle carote, nel sedano, nel finocchio e nel prezzemolo, dove svolge un'azione citotossica. Il falcarindiolo è il maggior responsabile del gusto amaro nelle carote ed è il più attivo tra i diversi poliini aventi una potenziale attività anticancro trovati nell'oplopanax horridus. È stato inoltre osservato che i poliini alifatici C(17) dello stesso tipo del falcarinolo agiscono come modulatori metabolici e vi sono quindi ricerche in atto circa il loro utilizzo come nutraceutici.

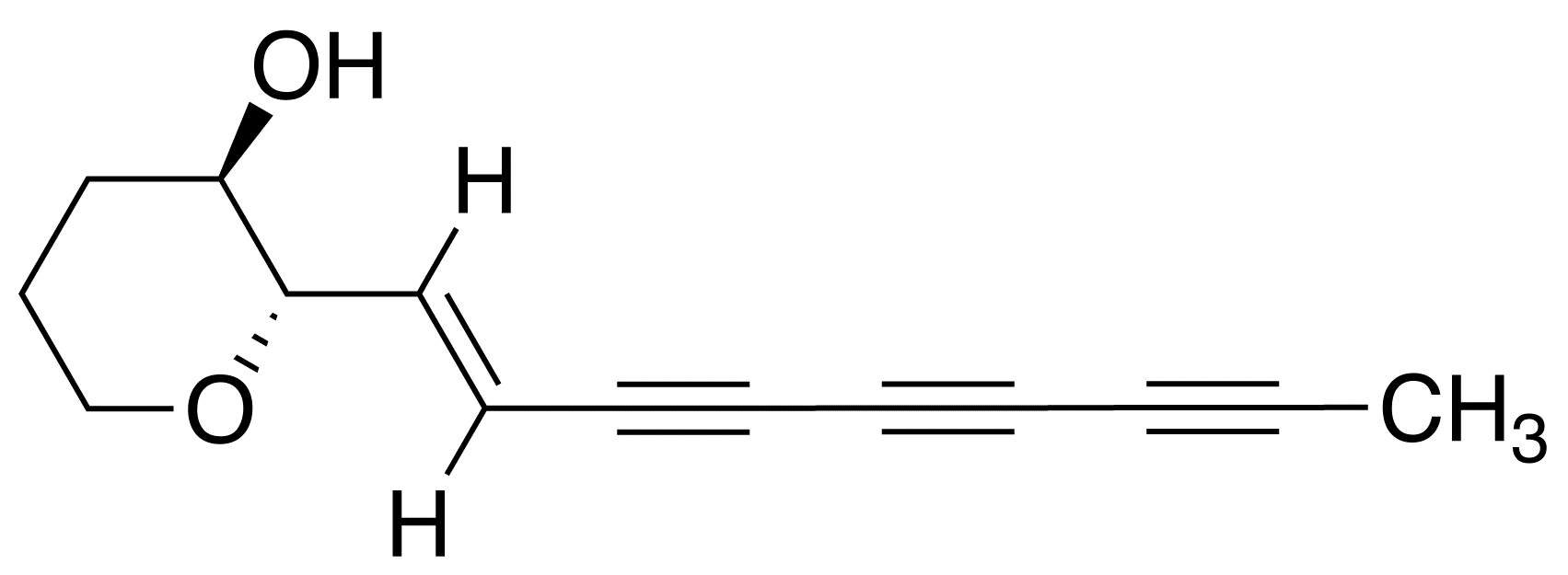
Ittiotereolo.

Il principio attivo delle piante appartenenti al genere delle Ichthyothere è un poliino chiamato ittiotereolo, il quale si è rivelato essere altamente tossico per i pesci e i mammiferi, tanto che le foglie di Ichthyothere terminalis sono state tradizionalmente utilizzate da alcune tribù indigene del bacino amazzonico per realizzare frecce ed esche avvelenate.

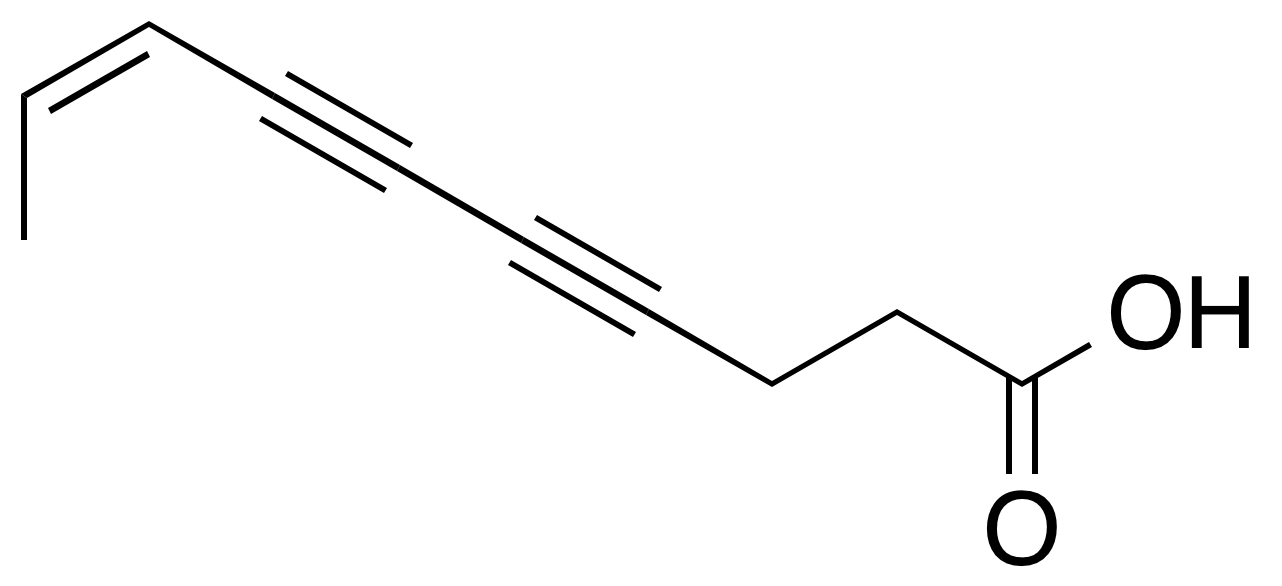
Acido della Z-Diidromatricaria.

Elementi di difesa basati sui poliini esistono poi anche nel mondo animale, l'acido della diidromatricaria, ad esempio, è un poliino secreto dagli insetti appartenenti alla famiglia delle Cantharidae proprio come agente chimico di difesa.

### Nello spazio
Nelle regioni spaziali dove c'è scarsità di idrogeno sono stati individuati due radicali poliinici, ossia il radicale ottatetrainile e il radicale esatetrainile assieme ai loro ioni. Mentre un altro poliino, il diacetilene, è stato trovato sia nell'atmosfera di Titano, il più grande dei satelliti naturali di Saturno, che nella nebulosa protoplanetaria CRL 618. Nell'atmosfera di Titano, è stata riscontrata anche la presenza di cianoacetilene, un composto appartenente a un particolare tipo di poliini, i cianopoliini. Si ritiene che il cianoacetilene si sia formato in questo caso in seguito a reazioni chimiche avvenute tra le molecole di metano e innescate dalla radiazione ultravioletta proveniente dal Sole. Grazie a tecniche spettroscopiche, il cianoacetilene è stato trovato anche in nubi interstellari, nella chioma della cometa Hale-Bopp e nelle atmosfere di stelle AGB.
È stato inoltre dichiarato di aver riscontrato la presenza di poliini in alcuni siti di impatto astronomico sulla Terra come parte di campioni di chaoite, ma questi ritrovamenti sono stati anche oggetto di contestazione.